# Stenoptilia
Stenoptilia là một chi bướm đêm thuộc họ Pterophoridae.

## Các loài
- Stenoptilia admiranda Yano, 1963
- Stenoptilia aethiopica Gibeaux, 1994
- Stenoptilia aktashiensis Gibeaux, 1997
- Stenoptilia alaii Gibeaux, 1995
- Stenoptilia albilimbata Yano, 1963
- Stenoptilia amseli Arenberger, 1990
- Stenoptilia annadactyla  Sutter, 1988
- Stenoptilia aridus  (Zeller, 1847)
- Stenoptilia atlanticola Zerny, 1936
- Stenoptilia bandamae Bigot, 1964
- Stenoptilia bigoti  Gibeaux, 1986
- Stenoptilia bipunctidactyla  (Scopoli, 1763)
- Stenoptilia bowmani  McDunnough, 1923
- Stenoptilia brigantiensis  Nel & Gibeaux, 1990
- Stenoptilia caradjai Gibeaux, 1995
- Stenoptilia caroli Arenberger, 1988
- Stenoptilia cebennica  Nel & Gibeaux, 1991
- Stenoptilia cerdanica  Nel & Gibeaux, 1991
- Stenoptilia coenei Gielis, 2000
- Stenoptilia colombia  McDunnough, 1927
- Stenoptilia coloradensis  Fernald, 1898
- Stenoptilia conicephala Gielis, 1990
- Stenoptilia convexa Arenberger, 1998
- Stenoptilia coprodactylus  (Stainton, 1851)
- Stenoptilia dolini Arenberger, 2007
- Stenoptilia dubatolovi Ustjuzhanin, 2001
- Stenoptilia eborinodactyla  Zagulajev, 1986
- Stenoptilia elkefi  Arenberger, 1984
- Stenoptilia etcetera Arenberger, 1998
- Stenoptilia exclamationis  (Walsingham, 1880)
- Stenoptilia friedeli  Arenberger, 1984
- Stenoptilia gibeauxi  Nel, 1989
- Stenoptilia grandipuncta  McDunnough, 1939
- Stenoptilia graphodactyla  (Treitschke, 1833)
- Stenoptilia gratiolae  Gibeaux & Nel, 1990
- Stenoptilia hahni  Arenberger, 1989
- Stenoptilia himachala Arenberger, 1999
- Stenoptilia inexpectata Gibeaux, 1995
- Stenoptilia ionota Meyrick, 1920
- Stenoptilia islandicus  (Staudinger, 1857)
- Stenoptilia jacutica Ustjuzhanin, 1996
- Stenoptilia karsholti Gielis, 1995
- Stenoptilia kiitulo Gielis, 2008
- Stenoptilia kosterini Ustjuzhanin, 2001
- Stenoptilia kurushensis Kovtunovich, 2001
- Stenoptilia latistriga Rebel, 1916
- Stenoptilia leuconephes  (Meyrick, 1886)
- Stenoptilia longalis  (Walker, 1864)
- Stenoptilia lucasi  Arenberger, 1990
- Stenoptilia lutescens  (Herrich-Schäffer, 1855)
- Stenoptilia luteocinereus  (Snellen, 1884)
- Stenoptilia madyana Arenberger, 1999
- Stenoptilia mannii  (Zeller, 1852)
- Stenoptilia melanoloncha Meyrick, 1927
- Stenoptilia mengeli  Fernald, 1898
- Stenoptilia mercantourica  Nel & Gibeaux, 1991
- Stenoptilia meyeri Gielis, 1997
- Stenoptilia millieridactyla  (Bruand, 1861)
- Stenoptilia mimula  Gibeaux, 1985
- Stenoptilia molleti Gibeaux, 1991
- Stenoptilia murzini Gibeaux, 1995
- Stenoptilia naryna Arenberger & Buchsbaum, 2000
- Stenoptilia neblina Gielis, 1995
- Stenoptilia nepetellae  Bigot & Picard, 1983
- Stenoptilia nivea Sahlberg, 1912
- Stenoptilia nolckeni  (Tengström, 1869)
- Stenoptilia nurolhaki  Amsel, 1967
- Stenoptilia orites  (Meyrick, 1884)
- Stenoptilia pallistriga  Barnes & McDunnough, 1913
- Stenoptilia parnasia  Arenberger, 1986
- Stenoptilia pelidnodactyla  (Stein, 1837)
- Stenoptilia petraea  Meyrick, 1908
- Stenoptilia phaeonephes  (Meyrick, 1886)
- Stenoptilia philocremma  Meyrick, 1930
- Stenoptilia pinarodactyla  (Erschoff, 1877)
- Stenoptilia pinkeri Arenberger, 1984
- Stenoptilia plagiodactylus  (Stainton, 1851)
- Stenoptilia platanodes Meyrick, 1914
- Stenoptilia pneumonanthes  (Büttner, 1880)
- Stenoptilia poculi Arenberger, 1998
- Stenoptilia pterodactyla  (Linnaeus, 1761)
- Stenoptilia reisseri  Rebel, 1935
- Stenoptilia rougeoti Gibeaux, 1994
- Stenoptilia saigusai Yano, 1963
- Stenoptilia sanaa Arenberger, 1999
- Stenoptilia scabiodactylus  (Gregson, 1871)
- Stenoptilia scoprodactyla  Zagulajev, 1986
- Stenoptilia serotinus  (Zeller, 1852)
- Stenoptilia stenodactyla  Turati & Fiori, 1930
- Stenoptilia stigmatodactylus  (Zeller, 1852)
- Stenoptilia stigmatoides  Sutter & Skyva, 1992
- Stenoptilia succisae  Gibeaux & Nel, 1991
- Stenoptilia suprema  Meyrick, 1926
- Stenoptilia tenuis  (Felder & Rogenhofer, 1875)
- Stenoptilia tourlani  Gibeaux, 1993
- Stenoptilia transversata Gibeaux, 1995
- Stenoptilia tyropiesta Meyrick, 1932
- Stenoptilia veronicae  Karvonen, 1932
- Stenoptilia viettei  Gibeaux, 1994
- Stenoptilia wagneri  Zerny, 1940
- Stenoptilia zophodactylus  (Duponchel, 1840)